# Thelypteris pavoniana
Thelypteris pavoniana là một loài thực vật có mạch trong họ Thelypteridaceae. Loài này được (Klotzsch) R.M. Tryon miêu tả khoa học đầu tiên năm 1967.